# Giorgio Bernardi
Giorgio Bernardi (Bologna, 16 maggio 1912 – Bologna, 17 settembre 1988) è stato un arbitro di calcio italiano.

## Carriera
Il fischietto bolognese è stato uno dei più importanti direttori di gara italiani a cavallo tra gli anni quaranta e cinquanta.
Dopo aver superato il corso di abilitazione nel 1933, Bernardi debutta in Serie A già nel 1941, e nel 1947 viene promosso al rango di internazionale. All'estero, dove totalizza 52 presenze, riesce ad essere convocato per dirigere al torneo calcistico dell'Olimpiade di Helsinki nel 1952 (due partite entrambe a Turku: l'eliminatoria Brasile-Olanda 5-1 e l'ottavo di finale Germania-Egitto 3-1) e nel 1954 arbitra la partita amichevole tra le Nazionali dell'Ungheria e dell'Inghilterra, terminata con lo storico punteggio di 7-1 per i magiari e la sconfitta più pesante di sempre per i britannici.
In ambito nazionale, tra il 1941 e il 1957 raccoglie un totale di 189 gare dirette in Serie A, e ottiene anche, nel 1948, il prestigioso Premio Fondazione "Giovanni Mauro", destinato al miglior arbitro nazionale.
Ritiratosi dall'attività nel 1957 (ottiene anche l'importante premio FIFA Special Award), diventa poi Presidente della Sezione AIA di Bologna (dal 1957 al 1959), designatore degli arbitri della massima serie tra il 1958 e il 1962, vicepresidente dell'AIA e dirigente benemerito FIGC. Muore nel 1988.
Alla sua memoria è intitolato l'annuale Premio assegnato dalla Sezione AIA di Bologna al miglior giovane direttore di gara debuttante in Serie A: (il Premio Giorgio Bernardi sostituisce dal 1988 il Premio Florindo Longagnani).